# Friedrich Eymann
Friedrich Eymann, auch Fritz Eymann (* 13. Dezember 1887 in Unterlangenegg, Kanton Bern; † 2. September 1954 in Bern), war ein Schweizer reformierter Theologe, Pädagoge und Anthroposoph.

## Leben
Friedrich Eymann ist mit zwei Schwestern als Sohn eines Primarlehrers und einer Handarbeitslehrerin im Berner Oberland aufgewachsen. Nach der Primarschule besuchte er das Progymnasium in Thun und das Gymnasium in Bern. Auf die Matura 1907 folgte ein Studium der evangelischen Theologie in Bern und Tübingen, das er 1913 abschloss. In Bern wurde er Mitglied der Studentenverbindung Zähringia Bern, in Tübingen des Tübinger Wingolf.
Er wirkte von 1913 bis 1928 als Pfarrer in Eggiwil sowie von 1924 bis 1939 als Religionslehrer am Bernischen Lehrerseminar Hofwil. Dazu war er ab 1928 ausserordentlicher Professor für Ethik an der Evangelisch-theologischen Fakultät der Universität Bern. 1924 war er Rudolf Steiner in Bern begegnet und bekannte sich zu dessen Auffassungen. 1938 wurde er am Seminar nicht wiedergewählt, innerhalb der Kirche entstand ihm eine zunehmende Gegnerschaft, angeführt vom Dogmatikprofessor Martin Werner, der 1939 im kirchlichen Auftrag die Schrift Anthroposophisches Christentum? verfasste.
In diesem Jahr 1939 gründete Eymann dann seine Zeitschrift „Gegenwart“ und den „Troxler Verlag“. Dort gab er Werke von Ignaz Paul Vitalis Troxler – mit dem gar nicht Steinerschen Anthroposophie-Begriff heraus. Zudem veröffentlichte er eigene Arbeiten und solche von befreundeten Autoren wie Jakob Streit und Karl Ballmer. Mit der Publikation des letzteren Schrift „A. E. Biedermann heute“ (1941) löste er den „Ballmer Handel“ aus. 1942 gründeten rund 40 Berner Lehrer die „Freie Pädagogische Vereinigung“ (FPV); dort hielt er bis zu seinem Tod zahlreiche Vorträge und Fortbildungskurse.
1943 trat er dann der Anthroposophischen Gesellschaft bei und 1944 von seinem Berner Lehrstuhl zurück. 1948 beteiligte er sich an der Gründung der Anthroposophischen Vereinigung, einer Abspaltung all jener Anthroposophen, die im Streit um den Steinerschen Nachlass auf der Seite Marie Steiners standen.
Schüler Eymanns gründeten 1946 die erste Rudolf-Steiner-Schule in Bern.

## Werke

### Originalausgaben
- Das Christentum und die vorchristlichen Religionen. Religionsgeschichtliche Betrachtungen (7 Vorträge Bern 1930). Deutscher Buchverlag, Wuppertal 1931
- Prinzipielles über den Religionsunterricht an der Volksschule. Zbinden & Hügin, Basel 193?
- Anthroposophische Pädagogik und Staatsschule. Ein Hinweis (mit Max Leist). Zbinden & Hügin, Basel 1936
- Christentum und Anthroposophie (Band I). Troxler, Bern 1939
- Betrachtungen über das Matthäus-Evangelium (Christentum und Anthroposophie, Band II). Troxler, Bern 1939
- Die geistigen Grundlagen des menschlichen Lebens (8 Vorträge Bern 1939/40; Christentum und Anthroposophie, Band III). Troxler, Bern 1940
- Anthroposophie und Theologie. Zur Abwehr. Troxler, Bern 1940
- Von der Bestimmung des Menschen. Troxler, Bern 1941
- Vom Sinn der Erde. Troxler, Bern 1942
- Das schweizerische Geistesleben in der Krise der Gegenwart. Troxler, Bern 1943
- Was ist Anthroposophie. Troxler, Bern 1943
- Die Rechtfertigung des Guten. Troxler, Bern 1944
- Zur Überwindung des Pessimismus. Troxler, Bern 1944
- Kulturerneuerung und Erziehung. Troxler, Bern 1946
- Die Ethik der persönlichen Verantwortung. Troxler, Bern 1948
- Die Weisheit der Märchen im Spiegel der Geisteswissenschaft Rudolf Steiners. Troxler, Bern 1952

### Bevorwortungen und Herausgaben
- Ballmer, Karl: Aber Herr Heidegger: zur Freiburger Rektoratsrede Martin Heideggers; mit einem Vorwort von Fritz Eymann. Basel: Geering, 1933
- Ballmer, Karl: A. E. Biedermann heute. Hg von F. Eymann. Troxler Verlag 1941
- Troxler, Ignaz Paul Vital: Vorlesungen über Philosophie. Hg von Fritz Eymann. Bern 1942

### Postume Ausgaben
- Schicksalsgestaltung und Schicksalserkenntnis (Vortrag Bern 1942). Troxler, Bern 1955
- Erziehung und soziale Frage (7 Vorträge Bern 1938), 1956
- Natürliche und übernatürliche Schöpfung. Troxler, Bern 1964
- Von Bach zu Bruckner (10 Vorträge Biel 1950). Troxler, Bern 1968
- Die Jesuitenfrage. Zwischen Rom und Moskau (Aufsätze aus Gegenwart 1948/49, neu hg. v. Max Widmer). Troxler, Bern 1973

### Werkausgabe
- Gesammelte Schriften und Vorträge, hg. v. Christian Bärtschi im Zbinden Verlag, Basel:
  - Band 1: Die Weisheit der Märchen im Spiegel der Geisteswissenschaft Rudolf Steiners, 1980, ISBN 3-85989-111-1
  - Band 2: Das Christentum und die vorchristlichen Religionen, 1982, ISBN 3-85989-112-X
  - Band 3: Die Rechtfertigung des Guten / Zur Überwindung des Pessimismus, 1983, ISBN 3-85989-113-8
  - Band 4: Von Bach zu Bruckner, 1986, ISBN 3-85989-114-6
  - Band 5: Erde und Mensch. Vom Sinn der Erde – Von der Bestimmung des Menschen – Die Ethik der persönlichen Verantwortung, 1989, ISBN 3-85989-115-4
  - Band 6: Das schweizerische Geistesleben in der Krise der Gegenwart, 1991, ISBN 3-85989-116-2

## Fussnoten
1. ↑  Begriff nach Widmer: Eymann p 421 f. Ballmer affrontierte das Regiment Albert Steffens in Dornach.

| Personendaten    | Personendaten                                              |
| ---------------- | ---------------------------------------------------------- |
| NAME             | Eymann, Friedrich                                          |
| ALTERNATIVNAMEN  | Eymann, Fritz                                              |
| KURZBESCHREIBUNG | Schweizer reformierter Theologe, Pädagoge und Anthroposoph |
| GEBURTSDATUM     | 13. Dezember 1887                                          |
| GEBURTSORT       | Unterlangenegg, Kanton Bern                                |
| STERBEDATUM      | 2. September 1954                                          |
| STERBEORT        | Bern                                                       |